# Comuna Sezenkiv, Barîșivka
Sezenkiv (în ucraineană Сезенків) este o comună în raionul Barîșivka, regiunea Kiev, Ucraina, formată din satele Sezenkiv (reședința) și Vlasivka.

## Demografie
Componența lingvistică a comunei Sezenkiv
     Ucraineană (95,48%)
     Rusă (3,57%)
     Alte limbi (0,32%)
Conform recensământului din 2001, majoritatea populației comunei Sezenkiv era vorbitoare de ucraineană (95,48%), existând în minoritate și vorbitori de rusă (3,57%).